# Мідленд (Мічиган)
Мідленд (англ. Midland) — місто (англ. city) в США, в округах Мідленд і Бей штату Мічиган. Населення — 42 547 осіб (2020).

## Географія
Мідленд розташований за координатами 43°37′29″ пн. ш. 84°13′55″ зх. д. / 43.62472° пн. ш. 84.23194° зх. д. (43.624796, -84.231984). За даними Бюро перепису населення США в 2010 році місто мало площу 92,43 км², з яких 87,27 км² — суходіл та 5,16 км² — водойми.

### Клімат
| Клімат : Мідленд        | Клімат : Мідленд | Клімат : Мідленд | Клімат : Мідленд | Клімат : Мідленд | Клімат : Мідленд | Клімат : Мідленд | Клімат : Мідленд | Клімат : Мідленд | Клімат : Мідленд | Клімат : Мідленд | Клімат : Мідленд | Клімат : Мідленд | Клімат : Мідленд |
| Показник                | Січ.             | Лют.             | Бер.             | Квіт.            | Трав.            | Черв.            | Лип.             | Серп.            | Вер.             | Жовт.            | Лист.            | Груд.            | Рік              |
| Абсолютний максимум, °C | 16,1             | 18,3             | 26,1             | 32,8             | 35,0             | 40,0             | 41,1             | 40,0             | 36,7             | 31,7             | 26,1             | 17,8             | 41,1             |
| Середній максимум, °C   | −0,6             | 0,0              | 5,6              | 13,9             | 21,1             | 26,7             | 29,4             | 27,8             | 23,9             | 17,2             | 8,3              | 1,1              | 14,6             |
| Середній мінімум, °C    | −8,9             | −10              | −5               | 1,7              | 7,8              | 12,8             | 15,0             | 13,9             | 10,6             | 4,4              | −0,6             | −6,7             | 3,0              |
| Абсолютний мінімум, °C  | −31,1            | −34,4            | −28,9            | −15              | −5               | −4,4             | 3,3              | 0,0              | −3,3             | −8,3             | −17,2            | −26,7            | −34,4            |
| Норма опадів, мм        | 41               | 38               | 48               | 58               | 79               | 69               | 64               | 69               | 71               | 64               | 53               | 43               | 696              |
| ----------------------- | ---------------- | ---------------- | ---------------- | ---------------- | ---------------- | ---------------- | ---------------- | ---------------- | ---------------- | ---------------- | ---------------- | ---------------- | ---------------- |
| Джерело: Weatherbase    |                  |                  |                  |                  |                  |                  |                  |                  |                  |                  |                  |                  |                  |

## Демографія
Згідно з переписом 2010 року, у місті мешкали 41 863 особи в 17 506 домогосподарствах у складі 10 766 родин. Густота населення становила 453 особи/км². Було 18578 помешкань (201/км²).
Расовий склад населення:
| - 92,0 % — білих - 3,3 % — азіатів - 2,0 % — чорних або афроамериканців - 0,3 % — корінних американців - 0,1 % — вихідців з тихоокеанських островів |

До двох чи більше рас належало 1,8 %. Частка іспаномовних становила 2,4 % від усіх жителів.
За віковим діапазоном населення розподілялося таким чином: 23,4 % — особи молодші 18 років, 61,0 % — особи у віці 18—64 років, 15,6 % — особи у віці 65 років та старші. Медіана віку мешканця становила 38,3 року. На 100 осіб жіночої статі у місті припадало 92,6 чоловіків; на 100 жінок у віці від 18 років та старших — 89,3 чоловіків також старших 18 років.
Середній дохід на одне домашнє господарство становив 74 400 доларів США (медіана — 53 722), а середній дохід на одну сім'ю — 94 499 доларів (медіана — 72 884). Медіана доходів становила 60 388 доларів для чоловіків та 39 522 долари для жінок. За межею бідності перебувало 15,7 % осіб, у тому числі 19,8 % дітей у віці до 18 років та 7,6 % осіб у віці 65 років та старших.
Цивільне працевлаштоване населення становило 18 822 особи. Основні галузі зайнятості: освіта, охорона здоров'я та соціальна допомога — 23,9 %, виробництво — 22,3 %, мистецтво, розваги та відпочинок — 11,7 %, роздрібна торгівля — 10,6 %.

## Уродженці
- Роберт Джарвік (* 1946) — американський науковець, дослідник і підприємець.